# Точки на Лагранж
Точките на Лагранж в класическата небесна механика задават частен случай на устойчиво разположение за три тела. Първите три точки са посочени от Леонард Ойлер, а малко по-късно Лагранж прави изчерпателен анализ, добавяйки още две.
Математически те са решения на частен случай на задачата за трите тела, като две от тях са много по-масивни от третото и орбитират около общ барицентър. Решаваната задача предполага, че две от телата са значително по-масивни от третото, тъй като орбиталното движение за две тела е било добре изучено и се предполага, че добавянето на трето го повлиява пренебрижимо.
Обикновено двете масивни тела упражняват небалансирана гравитационна сила в дадена точка, променяйки орбитата на всичко, което се намира в тази точка. В точките на Лагранж гравитационните сили на двете големи тела и центробежната сила се балансират взаимно. За всяка комбинация от две орбитални тела има пет точки на Лагранж, L1 до L5, всички в орбиталната равнина на двете големи тела. L1, L2 и L3 са на линията през центровете на двете големи тела, докато L4 и L5 действат като трети връх на равностранен триъгълник, образуван от центровете на двете големи тела.
Някои точки на Лагранж се използват за изследване на Космоса. Понастоящем изкуственият спътник Deep Space Climate Observatory (DSCOVR) се намира в L1, за да изучава слънчевия вятър, идващ към Земята, и да наблюдава климата на Земята. Космическият телескоп James Webb се намира на L2, като това намалява количеството слънчева светлина и топлина, пречещи на работата на телескопа.

## История
Трите колинеарни точки на Лагранж, лежащи по оста на центровете на двете масивни тела (L1, L2, L3) са открити от Леонард Ойлер през 50-те години на 18 век. Близо десетилетие по-късно Джоузеф-Луи Лагранж открива останалите две. През 1772 г. Лагранж публикува „Есе върху проблема с трите тела“.  В първа глава той разглежда общия проблем с трите тела; във втора глава, демонстрира две специални решения с постоянен модел - колинеарното и равностранното, за три масивни тела, с кръгови орбити.

## Теорема
Разглеждайки движението на частици с нулева маса под въздействието на привличане от две материални тела, описващи кръгови орбити около една обща централна маса, Лагранж установил, че съществуват пет непроменящи се точки, независими от движението на системата. В случай на попадане на частица с нулева маса в някоя от тези точки, тя се оказва в равновесно състояние спрямо движещата се система, като периодите на обръщане на нейната орбита съвпадат помежду си и по отношение на останалите тела тя се намира в едно и също положение. Това се случва, защото комбинираните гравитационни сили на двете масивни тела осигуряват точната центростремителна сила, необходима за поддържане на кръговото движение, което съответства на тяхното орбитално движение.
Всички точки в тази система са разположени в плоскостта на орбитата на масивните тела, като първите три са нестабилни, а вторите две са стабилни. Трите нестабилни точки са разположени в една линия, преминаваща през всяко от масивните тела М1 и М2. Точките L3 и L2, се намират от двете срещуположни страни на  телата М1 и М2, като L3 се намира от външната страна на по-масивното тяло М1, L2 – от външната страна на по-малкото тяло М2, а точка L1 се намира между тях, по-близо до тялото на М2.
Ако обектът е директно между Земята и Слънцето, тогава гравитацията на Земята противодейства на част от привличането на Слънцето върху обекта, увеличавайки орбиталния период на обекта. Колкото по-близо до Земята е обектът, толкова по-голям е този ефект. В точката L1 орбиталният период на обекта става точно равен на орбиталния период на Земята.  L1 е на около 1,5 милиона километра (0,01 au) от Земята по посока на Слънцето.
Ако едно тяло е по-далеч от Земята спрямо Слънцето, орбиталният му период обикновено би бил по-голям от този на Земята. Допълнителното привличане на земната гравитация намалява орбиталния период на обекта и в точката L2 този орбитален период става равен на този на Земята. Подобно на L1, L2 е на около 1,5 милиона километра или 0,01 au от Земята (в посока противоположна на Слънцето).
Разстоянието от центъра на масата на системата до тези три точки се изчислява по следната формула:
{\displaystyle r_{1}=R\left[1-\left({\frac {\alpha }{3}}\right)^{1/3}\right]}
{\displaystyle r_{2}=R\left[1+\left({\frac {\alpha }{3}}\right)^{1/3}\right]}
{\displaystyle r_{3}=-R\left[1-{\frac {5}{12}}\alpha \right]}
където
{\displaystyle \alpha ={\frac {M_{2}}{M_{1}+M_{2}}}},
R – разстояние между телата,
M1 – маса на по-масивното тяло,
M2 – маса на второто тяло.
Ако M2 е много по-малко от M1, точките L1 и L2 ще се намират на примерно равно разстояние от тялото M2:
{\displaystyle r\approx R{\sqrt[{3}]{\frac {M_{2}}{3M_{1}}}}}
Другите две точки L4 и L5 са разположени на върха на равностранни триъгълници с основа, съвпадаща с разстоянието между двете масивни тела. Ако се приеме, че масата на едно от телата е многократно по-голяма от тази на второто, точките L4 и L5 са разположени по орбитата на по-малкото тяло М2, изместени на 60° напред и назад, образувайки равностранни триъгълници.

## Теория
През 1772 г., използвайки своите математически изчисления, Лагранж предсказал местоположението на откритите едва през 1906 г. Троянски астероиди, които наистина попадат в точките L4 и L5 от системата Слънце – Юпитер. Към 02 април 2024 година в двете групи са открити общо 13280 троянски астероиди на Юпитер. Някои от тях са наречени с имената на героите от Троянския епос: Ахил, Хектор, Нестор, Агамнемон, Одисей, Аякс, Антилох, Диомед, Менелай и др. се движат на 60° отпред, а Патрокъл, Приам, Еней, Скамандър и др. са на 60° отзад на така представената система.
В по-широк смисъл под Троянски астероиди се разбират астероиди, които се намират в точките на Лагранж L4 и L5 на която и да е планета, дори и на спътник на голяма планета.

## Използване от човека
- В точката L1 на Земята е разположена космическата обсерватория СОХО за изследване на Слънцето.
- В точката L2 на Земята е разположен космическият телескоп Джеймс Уеб за изследване на далечния космос, предимно в инфрачервения спектър.

## В киното и фантастиката
- Точката на Лагранж – Любен Дилов – „Хумористични фантастични новели“. изд. Български писател 1983 г.